# Hilmi Ok
Hilmi Ok, né le 18 janvier 1932 à Istanbul et mort le 15 février 2020 dans la même ville, est un footballeur et arbitre turc de football. 

## Carrière
Hilmi Ok joua pour les clubs de Defterdar, Kasimpaşaspor, Galatasaray SK et Beylerbeyi SK de 1948 à 1960. 
Il fut ensuite arbitre FIFA dès 1976-1977. Il est le premier arbitre turc à officier lors d'un Championnat d'Europe de football, il faudra attendre 1996 pour y voir un autre arbitre turc (Ahmet Çakar).
Il a officié dans une compétition majeure : 
- Euro 1980 (1 match)